# Bad (album)

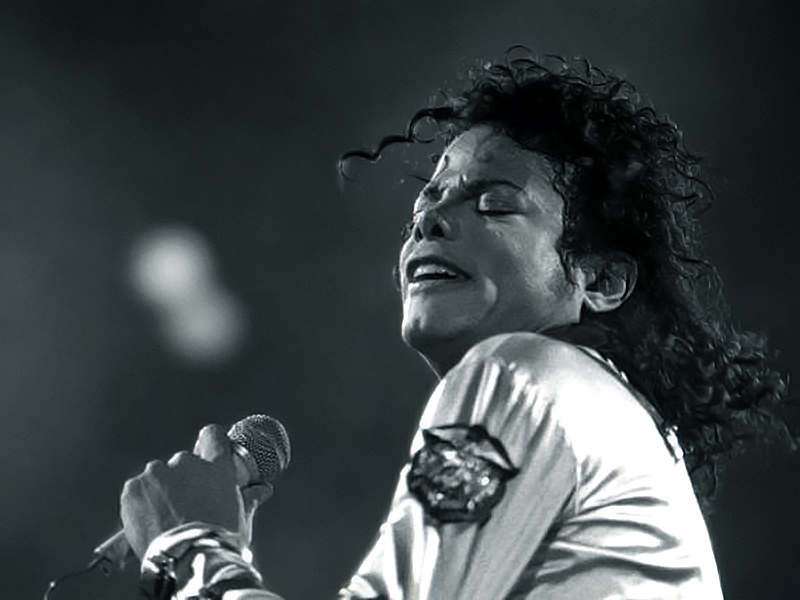
Michael Jackson podczas trasy koncertowej "Bad World Tour"

Bad – siódmy solowy album studyjny amerykańskiego piosenkarza Michaela Jacksona, wydany w 1987. Bad osiągnął status ośmiokrotnej platyny w Stanach Zjednoczonych. Został sprzedany na świecie w ponad 33 milionach egzemplarzy.
Jackson wraz z tym albumem ustanowił kolejne rekordy, stając się pierwszym artystą, który umieścił pięć piosenek z jednego albumu na pierwszym miejscu amerykańskiej listy Billboard. W czerwcu 2006 Bad stał się dziewiątym najlepiej sprzedającym się albumem w Wielkiej Brytanii. Stał się ostatnim wspólnym dziełem Jacksona i Jonesa. We wrześniu 1987, Jackson wyruszył na swoją pierwszą całkowicie solową trasę, aby wesprzeć sprzedaż albumu Bad World Tour, na której przez następne szesnaście miesięcy, Jackson wykonał 123 koncerty przed oczami 4,4 mln fanów. Trasa zarobiła 125 milionów dolarów.
Jackson chciał pierwotnie, by album składał się z 30 utworów, jednak Quincy Jones zredukował tę liczbę do 10 piosenek. Wydanie CD zawierało bonusową ścieżkę "Leave Me Alone". W 2001 została wydana edycja specjalna, z trzema wcześniej niepublikowanymi utworami.
W 2003 album został sklasyfikowany na 202. miejscu listy 500 albumów wszech czasów magazynu „Rolling Stone”.

## Lista utworów

### Wydanie oryginalne
| 1.  | "Bad" (Jackson)                                                     | 4:07  |
|     |                                                                     |       |
| 2.  | "The Way You Make Me Feel" (Jackson)                                | 4:59  |
|     |                                                                     |       |
| 3.  | "Speed Demon" (Jackson)                                             | 4:01  |
|     |                                                                     |       |
| 4.  | "Liberian Girl" (Jackson)                                           | 3:53  |
|     |                                                                     |       |
| 5.  | "Just Good Friends" (Duet ze Steviem Wonderem) (Terry Britten/Lyle) | 4:08  |
|     |                                                                     |       |
| 6.  | "Another Part of Me" (Jackson)                                      | 3:54  |
|     |                                                                     |       |
| 7.  | "Man in the Mirror" (Ballard/Garrett)                               | 5:19  |
|     |                                                                     |       |
| 8.  | "I Just Can’t Stop Loving You" (Duet z Siedah Garrett) (Jackson)    | 4:25  |
|     |                                                                     |       |
| 9.  | "Dirty Diana" (Jackson)                                             | 4:52  |
|     |                                                                     |       |
| 10. | "Smooth Criminal" (Jackson)                                         | 4:19  |
|     |                                                                     |       |
| 11. | "Leave Me Alone" (Jackson)                                          | 4:38  |
|     |                                                                     |       |
|     |                                                                     | 48:35 |
|     |                                                                     |       |

### Wydanie specjalne (2001)
| 1.  | "Bad"                                                                  | 4:06    |
|     |                                                                        |         |
| 2.  | "The Way You Make Me Feel"                                             | 4:58    |
|     |                                                                        |         |
| 3.  | "Speed Demon"                                                          | 4:01    |
|     |                                                                        |         |
| 4.  | "Liberian Girl"                                                        | 3:53    |
|     |                                                                        |         |
| 5.  | "Just Good Friends"                                                    | 4:05    |
|     |                                                                        |         |
| 6.  | "Another Part of Me"                                                   | 3:53    |
|     |                                                                        |         |
| 7.  | "Man in the Mirror"                                                    | 5:18    |
|     |                                                                        |         |
| 8.  | "I Just Can't Stop Loving You"                                         | 4:13    |
|     |                                                                        |         |
| 9.  | "Dirty Diana"                                                          | 4:40    |
|     |                                                                        |         |
| 10. | "Smooth Criminal"                                                      | 4:16    |
|     |                                                                        |         |
| 11. | "Leave Me Alone"                                                       | 4:37    |
|     |                                                                        |         |
| 12. | Interview with Quincy Jones #1                                         | 4:03    |
|     |                                                                        |         |
| 13. | "Streetwalker" (Jackson)                                               | 5:49    |
|     |                                                                        |         |
| 14. | Interview with Quincy Jones #2                                         | 2:53    |
|     |                                                                        |         |
| 15. | "Todo Mi Amor Eres Tu (I Just Can't Stop Loving You)" (Jackson/Blades) | 4:05    |
|     |                                                                        |         |
| 16. | Interview with Quincy Jones #3                                         | 2:30    |
|     |                                                                        |         |
| 17. | "Intro to 'Fly Away'"                                                  | 0:08    |
|     |                                                                        |         |
| 18. | "Fly Away" (Jackson)                                                   | 3:26    |
|     |                                                                        |         |
|     |                                                                        | 1:10:54 |
|     |                                                                        |         |

## Single
1. Lipiec 1987 – "I Just Can’t Stop Loving You" (#1 USA)
2. Wrzesień 1987 – "Bad" (#1 USA)
3. Listopad 1987 – "The Way You Make Me Feel" (#1 USA)
4. Styczeń 1988 – "Man in the Mirror" (#1 USA)
5. Kwiecień 1988 – "Dirty Diana" (#1 USA)
6. Lipiec 1988 – "Another Part of Me"
7. Wrzesień 1988 – "Smooth Criminal"
8. Styczeń 1989 – "Leave Me Alone"
9. Czerwiec 1989 – "Liberian Girl"

## Utwory odrzucone
- "Al Capone" - wczesna wersja Smooth Criminal, wydany na specjalnej edycji albumu w 2012 roku - Bad 25
- "Bumper Snippet"
- "Cheater" – wydany na The Ultimate Collection w 2004 roku[6]
- "Chicago 1945" - Wczesna wersja utworu Smooth Criminal.
- "Don't Be Messin' 'Round" - wydany na specjalnej edycji albumu w 2012 roku - Bad 25
- "Fly Away" – wydany na specjalnej edycji albumu w 2001 roku
- "Hot Fever" - Wczesna wersja utworu The Way You Make Me Feel - dotąd nie wydana.
- "I'm So Blue" - wydany na specjalnej edycji albumu w 2012 roku - Bad 25
- "Loving You - Nagrywana w latach 1985 - 1987. Wraz ze zmiksowaną wersją wydana na drugim pośmiertnym albumie Króla Popu - Xscape
- "Price Of Fame" - wydany na specjalnej edycji albumu w 2012 roku - Bad 25
- "Scared of the Moon" – utwór autorstwa Jacksona, nagrany w 1985 na album "Bad", wydany na The Ultimate Collection w 2004 roku[6]
- "Song Groove (a.k.a. Abortion Papers) " – wydany na specjalnej edycji albumu w 2012 roku - Bad 25
- "Streetwalker" – wydany na specjalnej edycji albumu w 2001 roku oraz w 2012 roku - Bad 25
- "Tomboy"

## Miejsca na listach przebojów
1. "I Just Can't Stop Loving You" – #1 Hot 100 Singles Chart; #1 Hot R&B Singles Chart
2. "Bad" – #1 Hot 100 Singles Chart; #1 Hot R&B Singles Chart
3. "The Way You Make Me Feel" – #1 Hot 100 Singles Chart; #1 Hot R&B Singles Chart
4. "Man In the Mirror" – #1 Hot 100 Singles Chart; #1 Hot R&B Singles Chart
5. "Dirty Diana" – #1 Hot 100 Singles Chart; #8 Hot R&B Singles Chart
6. "Another Part of Me" – #11 Hot 100 Singles Chart; #1 Hot R&B Singles Chart
7. "Smooth Criminal" – #7 Hot 100 Singles Chart; #2 Hot R&B Singles Chart